# Treboje
Treboje är en ort i Bosnien och Hercegovina.   Den ligger i entiteten Federationen Bosnien och Hercegovina, i den centrala delen av landet, 40 km väster om huvudstaden Sarajevo. Treboje ligger 516 meter över havet och antalet invånare är 161.
Terrängen runt Treboje är varierad. Närmaste större samhälle är Konjic, 10,5 km sydost om Treboje. 
I omgivningarna runt Treboje växer i huvudsak blandskog. Runt Treboje är det ganska tätbefolkat, med 93 invånare per kvadratkilometer.